# Литвиненко Аліна Сергіївна
Аліна Сергіївна Литвиненко (нар. 17 грудня 1995, Бішкек, Киргизстан) — киргизстанська та казахстанська футболістка, нападниця казахстанського клубу «БІІК-Казигурт» та національної збірної Киргизстану.

## Життєпис
Вихованка киргизького футболу.
З 2012 року виступала у професіональному футболі за казахстанський клуб «БІІК-Казигурт». Дебютувала за клуб у жіночій Лізі чемпіонів 11 серпня 2012 року у віці 16 років та 238 днів у матчі проти естонської «Пярну Ліннамеєсконд». У переможному матчі (3:0) вона вийшла на заміну на 57-й хвилині та зробила хет-трик протягом 11 хвилин, із 83-ї хвилини. У складі «БІІК-Казигурт» неодноразово ставала чемпіонкою та володаркою Кубку Казахстану. Зіграла понад 20 матчів у єврокубках.
25 квітня 2009 року Литвиненко дебютувала за збірну Киргизстану. У матчі збірної Йорданії у кваліфікації чемпіонату Азії вона вийшла на поле у віці 13 років та 129 днів. Два дні по тому Литвиненко відзначилася трьому голами у переможному матчі з Палестиною. У базі даних Rec.Sport.Soccer Statistics Foundation вказана як наймолодший відомий бомбардир у міжнародному футбольному матчі. Загалом за збірну Литвиненко зіграла щонайменше 6 матчів. У 2010-ті роки значилася у заявних списках як громадянка Казахстану.

## Досягнення
«БІІК-Казигурт»
- Чемпіонат Казахстану
  -  Чемпіон (8): 2013, 2014, 2015, 2016, 2017, 2018, 2019, 2020

- Кубок Казахстану
  -  Володар (9): 2012, 2013, 2014, 2015, 2016, 2017, 2018, 2019, 2020

- Суперкубок Казахстану
  -  Володар (1): 2013